# Идваллон ап Морган Хен
Идваллон ап Морган Хен (валл. Idwallon ap Morgan Hen; ум. ок. 990 или 1005) — один из правителей Гливисинга (974—990), наследовал своему отцу Моргану Старому.

## Биография

### Ранние годы
В 967 году Эйнион, сын правителя Дехейбарта, вторгся на полуостров Гоуэр, владение Моргана Старого, «как предлог», выступая против языческих викингов и их сторонников. Это вызвало ответный набег Оуайна, брата Идваллона, из Гливисинга, который вернул Гоуэр под свой контроль, и вторжение короля Англии Эдгара Английского, которое вынудило отца Эйниона, Оуайна, поклясться в верности ему в Каэрлеоне.
Следующий рейд в 976 году, был немного успешнее: Эйнион совершил настолько разорительный поход, что тот вызвал голод. Однако брат Идваллона, Ител, победил его и восстановил потери владельцам.

### Правление
Правление его отца завершилось в 974 году, согласно Гвентианской Хронике: «передав свою власть своим сыновьям и внукам…..из-за возраста и ветхости». По одним данным, старшим из детей Моргана Старого, был Идваллон. По другой же версии старшим сыном и наследником был Оуайн. Годы правления Идваллона и его братьев прошли войнами с соседним Дейхейбартом. В 977 году происходит очередное вторжение войск из Дехейбарта в Гливисинг, однако также неудачно как и два предыдущих (ок.960 и 970 гг).
В 984 году, или в 982, в битве при Пенкод-Коллинне, Эйнион Дехейбарсткий, во время очередного вторжения в Гливисинг, был убит людьми Гливисинга и Гвента
В 985 году на Моргуннуг и Брихейниог напал Хивел Гвинеддский при поддержке Элфхере Мерсийского, но успехи союзников были незначительны.
Неизвестно умер ли Идваллон в 990 году, или в этот год он подобно отцу отказался от власти, и таким образом умер в 1005 году.
Идваллону наследовали его племянники, сыновья Оуайна, в частности Ител Чёрный, по другим данным он был его сыном.